# Бенжамен Боаје
Бенжамен Боаје (фр. Benjamin Boyet; 8. август 1979) бивши је професионални рагбиста и некадашњи репрезентативац Француске.

### Клупска каријера
У клупској каријери играо је за Бајон и Бургоин. Играо је на позицији број 10. Није освајао трофеје на клупском нивоу, али је играо у два финала европског челинџ купа.

### Репрезентација Француске
Упао је у 22, за меч против Шкотске, али је преседео на клупи. Дебитовао је у мечу против Ирске. Погодио је две казне у тест мечу против Новог Зеланда 2007. Био је део селекције Француске на светском купу 2007. А освојио је куп шест нација са "галским петловима" претходне године.

## Успеси
Титула првака Европе са репрезентацијом Француске 2006.